# موتور محمدگل (چشمه زیارت)
موتور محمدگل روستایی در دهستان چشمه زیارت بخش مرکزی شهرستان زاهدان استان سیستان و بلوچستان ایران است.

## جمعیت
بر پایه سرشماری عمومی نفوس و مسکن در سال ۱۳۹۵ جمعیت این روستا ۱۲۲ نفر (۲۹خانوار) بوده‌است.